# Daros
Daros var ett verkstadsföretag i Partille som numera ingår som ett varumärke i Federal Mogul. Bolaget tillverkade kolvringar för marindieslar. Bolaget startades i Göteborg av David Robertson 1851. Sonen Davy Robertson tog senare över verksamheten. Bolagets namn är en akronym av Davy Robertsons maskinsfabrik. Det flyttade sedan ut till Partille där en anläggning byggdes upp mellan Gamla kronvägen och motorvägen. Bolaget lät också uppföra arbetarbostäder i Skulltorp på Tage Madsens väg som fått sitt namn efter Daros vd Tage Madsen. Bolaget flyttade till Mölnlycke företagspark 1999.